# Mycosphaerella musae
Mycosphaerella musae är en svampart som först beskrevs av Speg., och fick sitt nu gällande namn av Syd. & P. Syd. 1917. Mycosphaerella musae ingår i släktet Mycosphaerella och familjen Mycosphaerellaceae.   Inga underarter finns listade i Catalogue of Life.